# Адриано Оливети
Адриано Оливети (на италиански: Adriano Olivetti) е италиански предприемач, инженер, политик, писател, издател и специалист по градоустройство. Той е син на Камило Оливети – основател на първата фабрика за пишещи машини в Италия – Ing. C. Olivetti & C.
Човек с голямо значение в историята на Италия след Втората световна война, той се отличава с иновативните си индустриални проекти, основани на принципа, че корпоративната печалба трябва да се реинвестира в полза на общността.

## Биография

### Произход и образование
Адриано е роден на хълма Монте Навале в град Ивреа, Пиемонт, Северна Италия на 11 април 1901 г. Той е второто дете на Камило Оливети (* 12 август 1868, † 4 декември 1942) – евреин и социалист, основател на първата фабрика за пишещи машини в Италия: Ing. C. Olivetti & C. Prima fabbrica nazionale di macchine per scrivere, и на Луиза Ревел († август 1944), валденска. Има три сестри: Елена (* 1900, † 1978), Силвия (* 1904, † 1990) и Лаура, нар. Лала (* 1905, † 1934), и двама братя – индустриалците Масимо (* 1902, † 1949) и Дино (* 1912, † 1976).
През 1907 г. сем. Оливети отива да живее в закупения от Камило бивш бенедиктински манастир „Св. Бернардин“ в Ивреа, близо до фабриката на Оливети. Адриано не получава религиозно образование, макар че успява да се снабди с валденско кръщелно, за да избегне фашистките расови закони от 1938 г. Едва на зряла възраст, с оглед на втория си брак, става католик.
През 1914 г., когато Адриано е на 13 г., баща му го праща на стаж във фабриката, но той скоро се ужасява от серийното производство и не стъпва няколко години там.
През 1915 г. заедно с брат си Масимо отива да учи в държавно училище в Милано, но след няколко месеца се раболява и двамата се връщат в Ивреа. След като завършва физико-математически профил в Техникума на град Кунео, Северна Италия, на 16 април 1918 г. Адриано се записва доброволец в 4-ти Алпийски полк, но не отива на фронта поради края на Първата световна война.

### След Първата световна война до първи стъпки в Оливети
Адриано Оливети изживява период на бунтарство, типичен за интелигентните деца по отношение на също толкова интелигентните им бащи. Въпреки това той и баща му имат идентични възгледи по отношение на политиката и идеалите, макар че Адриано често има възможността да отстоява самостоятелността и интелектуалния си обхват в тези две области. Камило Оливети е предпазлив интервенционалист, в когото битува духът на Рисорджименто. През 1919 г., след година в Политехническия университет в Торино, Адриано сменя специалността си от „Машиностроене“ на „Инженерна химия“, по която се дипломира през юли 1924 г. Tова е отчасти бунт срещу баща му, който със сигурност би предпочел той да учи за машинен инженер. Частичен бунт, защото неговите наклонности по онова време са по-близки до хуманитарните отколкото до точните науки.
Адриано през годините си на следване е много внимателен към социалния и политическия дебат; той посещава либерални и реформистки кръгове, влиза в контакт с Пиеро Гобети и Карло Росели. През 1919 г. сътрудничи на баща си при списването на сп. „Реформисткото действие“. Статиите, написани от Адриано, са трудни за разпознаване, понеже са анонимни, но понякога са подписани с псевдонима „Диоген“ (Diogene). Основният им обект на атака е Джовани Джолити, когото той счита за корумпиращ италианската политика. Когато през 1920 г. баща му Камило решава да спре издаването на седмичника от Канавезе, който смята за твърде провинциален и лишен от реално влияние в политиката, Адриано го убеждава да го повери на него и „на младите му приятели“, но въпреки това изданието спира да излиза през октомври 1920 г.
Адриано си сътрудничи и със сп. „Нови времена“ – политически седмичник, издаван в Торино от 22 февруари 1922 г., който баща му Камило спонсорира заедно с Донато Бачи (директор на изданието) и други прогресисти. Първоначално критичният и впоследствие подчертано антифашистки завой на това издание съпътства и политическия обрат на Адриано Оливети, повлиян от културната среда на Политехническия университет в Торино и от приятелството със своя състудент Джино Леви Мартиноли, с когото се запознава през лятото на 1922 г. и за чиято сестра Паола се жени впоследствие.
Той се противопоставя на фашисткия режим в момент на подчертан активизъм. От статиите в „Нови времена“ става ясно, че редакцията, поне до 1923 г., е в отношения на взаимоуважение с торинския фашизъм на Марио Джода, който след смъртта си през 1924 г. оставя много последователи във федерацията в Торино. Антифашизмът на Адриано се проявява на манифестацията, която той и баща му Камило подкрепят в Театър Джакоза в град Ивреа през 1924 г. веднага след откриването на трупа на един от лидерите на Унитарната социалистическа партия на Италия – Джакомо Матеоти.
След като отбива военната си служба (август 1923 – юни 1924) заедно с приятеля си Джино Леви Мартиноли, през юли 1924 г. Адриано започва стаж във фабриката на баща си като общ работник. През ноември редом до него застава и Джино. От стажа си той придобива убеждението, че
| „ | „трябва да разбереш чернотата на понеделника в живота на работника, в противен случай не можеш да бъдеш мениджър, не можеш да управляваш, ако не знаеш какво правят другите.“ | “ |

Сестрата на Джино – писателката Наталия Леви Гинзбург в автобиографичния си роман от 1963 г. „Семеен лексикон“ описва Адриано Оливети по следния начин:
| „ | Сред тези [ни] приятели имаше един, който се казваше Оливети, и си спомням първия път, когато влезе в къщата ни, облечен като войник, защото навремето отбиваше военната си служба. Тогава Адриано имаше брада, груба и къдрава брада, ръждиворусолява на цвят; имаше и дълга мъхеста ръждиворуса коса, която се извиваше на тила и беше гъста и светла. Военната униформа падаше лошо на раменете му, които бяха дебели и кръгли; и никога не съм виждала човек в сиво-зелени дрехи и с пистолет на кръста, по-тромав и по-малко войнствен от него. Изглеждаше много меланхоличен, може би защото изобщо не му харесваше да бъде войник; той беше срамежлив и мълчалив, но когато говореше, го правеше дълго и с много нисък глас и казваше объркани и неясни неща, гледайки в празното пространство с малките си сини очи, които бяха хем студени, хем замечтани. | “ |

По време на плодотворния си престой в САЩ (юли 1925 – януари 1926) заедно с техническия директор на Оливети Доменико Бурцио Адриано актуализира познанията си за практиките на бизнес организацията. Той посещава 105 фабрики, предимно машиностроителни, сред които и тези на Хенри Форд в Хайланд Парк. Там се запознава с фордистката философия и с методите на научна организация на труда, спрямо които изработва свое иновативно виждане. След завръщането си от САЩ той дава на баща си Камило Оливети идеи за модернизацията на Оливети: децентрализирана организация на персонала, управление по функции, рационализиране на сроковете и на методите за монтаж, развитие на търговската мрежа в Италия и в чужбина.
По педагогическа концепция Адриано е близък до политическото либерал-социалистическо движение „Справедливост и свобода“. Заедно с баща си Камило Оливети, Карло Росели, Феручо Пари, Сандро Пертини и др. той участва в освобождението на един от най-важните лидери на социалистите в Италия – Филипо Турати през декември 1926 г. Първоначално Турати отсяда у дома на семейството на тъста на Адриано – университетския преподавател по анатомия Джузепе Леви в Торино, а след това отива в град Ивреа. През нощта той се отбива в къщата на Джузепе Перо, мениджър на Оливети, за да тръгне на следващата сутрин (8 декември) с кола, шофирана от Адриано, който стига до град Савона. Там ги чака бъдещият 7-и президент на Италианската република Сандро Пертини, с когото изгнаникът отплава за Корсика и след това заминава за Франция и Париж. Бащата на Адриано – Камило го праща в Лондон, за да го скрие. Не е ясно как Адриано остава настрана от фашисткото разследване, последвало бягството на Турати. Вероятно той има късмет с повърхностно разследване или с протекцията на торинските привърженици на Марио Джордана.
През май 1927 г. (или 1924 г. според някои източници) с гражданска церемония в Торинското кметство Адриано се жени за Паола Леви (* 1902 в Палермо,† ?), сестра на италианската писателка Наталия Леви Гинзбург и на приятеля му Джино Леви Мартиноли. Съпрузите правят 6-месечно сватбено пътешествие в Интерлакен, Лондон, Берлин, Женева и др., където Адриано посещава фабрики, а Паола – кина и музеи. Напредничава, независима и нетрадиционна жена в сравнение с жените от онзи исторически период, съпругата му не понася провинциализма на Ивреа и през 1931 г. го кара да се преместят в Милано. Това е повратна точка за Адриано, защото там среща онази интелигенция, която го приближава до архитектурата, градското планиране, психологията и социологията. От нея той има две деца: Роберто (* 18 март 1928, † 27 април 1985) – негов наследник в Оливети и Лидия (* 1933, † 2018). Той припознава и Анна (* 1937), родена от връзката на жена му с писателя и художника Карло Леви.

### От 30-те год. на 20 век до края на Втората световна война
От 1931 г. полицейското управление в град Аоста, от което предприемачът се нуждае от удостоверение за принадлежност към арийската раса заради еврейския произход на бащата му, го определя като подривен елемент. През лятото същата година Адриано отива в СССР с делегация от италиански индустриалци. Той въвежда в компанията рекламните услуги в сътрудничество със значими художници и дизайнери, а през 1932 г. основава отдел „Организация“ на Оливети.
На 4 декември 1932 г. Адриано е назначен за Генерален директор на Оливети и пуска на пазара първата преносима пишеща машина – MP1. Заедно с поемането на отговорност във фабриката на Ивреа той започва да проявява по-благоразумно отношение към фашисткия режим.
Той все още има проблеми с режима, когато през 1934 г. шуреят му Марио Леви Мартиноли (който работи в Оливети от 1924 г.), е спрян на границата с Швейцария в кола, пълна с плакати на политическото либерал-социалистко движение „Справедливост и свобода“. Той успява да избяга, но братът на Марио – Джино Леви Мартиноли и техният баща – патоанатомът Джузепе Леви са арестувани, оставайки около два месеца в затвора. В този момент Адриано се мобилизира в тяхна защита.
Освен от иновативните му виждания бизнес успехът му е подкрепян и от някои събития като политическият възход на Хитлер, с което много немски фабрики за пишещи машини стават военни и това помага на Оливети да се разпростре и на немския пазар.
Не знаем с какви убеждения, но е доказано, че Адриано Оливети поисква и получава картата на Националата фашистка партия на 31 юли 1933 г. Отношенията му с фашизма се подобряват през 30-те год., определени като „Години на консенсуса“, благодарение на срещата му с младите милански архитекти Луиджи Фиджини и Джино Полини, представляващи най-напредналата точка на архитектурния рационализъм, първоначално подкрепян от Мусолини. Двамата архитекти дори се присъединяват към Националната фашистка партия и са италианските лица на великия Льо Корбюзие, който също за определен период е почитател на Мусолини. Полини и Фиджини стават архитекти на новата фабрика на Оливети (Nuova ICO), открита през 1937 г. в град Ивреа и заедно с Адриано са съставители на Градоустройствения план на Провинция Аоста (от която по онова време е част Ивреа) през 1937 г. На 30 май 1936 г. Адриано е приет от Мусолини в Палацо Венеция, комуто представя Регулаторния план на Ивреа. От 5 юли 1937 г. в Галерията на Фашистката конфедерация на творците и професионалистите в Рим е изложен регулаторният план на Вале д'Аоста по идея на Адриано Оливети и с участието на Итало Лауро, Ренато Дзветермих, архитектите от миланската група BBPR – Фиджини, Полини, Пиетро Ботони, който обаче не се харесва особено на Дучето.
През януари 1937 г. Адриано издава първия брой на сп. „Техника и организация“. Списанието цели да е интелектуален съпровод на текущия иновационен процес чрез публикуване на есета за технологиите, икономиката и индустриалната социология.
През 1938 г. той става президент на компанията Оливети на мястото на баща си Камило, както и член на Националния институт за градоустройство на Италия. Политическите му пристрастия от онзи период са към Джузепе Ботай, който представлява другото лице на фашизма, по-малко тоталитарно, но по-проблематично. Тези качества обаче не попречват на Ботай да бъде убеден привърженик на Манифеста на расата и един от най-фанатичните привърженици на фашистките расови закони, излезли през септември. Според тях Адриано и сестра му Елена са от арийската раса (благодарение на кръщелното им валденско свидетелство), а сестра му Силвия и братята му Дино и Масимо са евреи. Баща му Камило е „разграничен евреин“, т.е. евреин, подлежащ на по-малки гражданскоправните санкции заради изключителните си заслуги.
През 1938 г. Адриано се развежда със съпругата си Паола, която му признава, че е влюбена в друг.
През 1940 г. излиза Summa – първата сметачна машина на Оливети.
През 1942 г. Адриано заедно с група млади интелектуалци основава в град Ивреа издателската къща NEI (Nuove Edizioni Ivrea), която през 1946 г. започва да се нарича Edizioni di Comunità (съществуваща и към 2020 г.). През лятото на същата година той отива в замъка на Сар във Вале д'Аоста на среща с Мария Жозе Белгийска – последната кралица-консорт на Италия, която е в центъра на контактите с антифашистите и с ватиканските и военните среди. Казва ѝ за тайната си среща с ген. Пиетро Бадолио, когото е помолил да свали Мусолини.
С Втората италианско-етиопска война, Гражданската война в Испания и след това с Втората световна война одобрението на Адриано Оливети към фашисткия режим в Италия намалява и той стига до открит антифашизъм. През 1943 г., убеден в победата на Съюзниците, Адриано интензифицира политическия си ангажимент. На 4 февруари в Йона на Цюрихското езеро той се среща с информатор на американската Office of strategic services (OSS), комуто представя своя детайлен план за управлението на Италия след войната. Той е предаден в Берн на координатора на OSS Ален Дюл. През май Адриано започва да търси привърженици за плана, който предвижда външно правителство в подкрепа на Съюзниците, съставено от италиански изганици. На 15 юни отива в Американското посолство в Берн и е класифициран като информатор Oss n.660. На 30 юли същата година обаче е арестуван на гара Трастевере в Рим заедно с Ванда Соави благодарение на предателството на посредническия агент, като е обвинен в конспирация с врага. Пратен е в римския затвор Regina Coeli, но на 22 септември е освободен и се крие при приятели в Рим и Милано. Той дава 10 млн. лири на зараждащата се Римска съпротива.
През февруари 1944 г. Адриано намира убежище в хотел Chesa Guardalej в Шамфер, Швейцария, откъдето поддържа контакт със Съпротивата. През това време фабриката на Оливети в Ивреа се управлява от шурея му Джино Леви (който взима фамилията Мартиноли след расовите закони), Джовани Енрикес и Джузепе Перо. Фабриката, обявена от германците за защитена, тъй като произвежда материали за Райха, се превръща в истински център на живота в град Ивреа: в нея се дават провизии на населението, закупува се оръжие, поддържа се контакт с партизанските формирования в околните планини, предоставя се убежище на антифашистите и нелегално се отпечатват германски разрешителни за преминаване.

### Следвоенен период и ангажираност с Движението на Общността
През 40-те г. Адриано влиза в конфликт с по-малкия си брат Масимо, негов дългогодишен приятел и колега, който не приема неговата линия на работа, особено фабричната политика, основана на развитието на технологичното производство и увеличаването на заплатите на служителите. Конфликтът продължава до преждевременната смърт на Масимо на 46-годишна възраст през 1949 г.
Връщайки се от Швейцария през 1945 г. след падането на режима, Адриано поема ръководството на компанията на 28 юли 1945 г. в ролята на Президент и Главен изпълнителен директор, а брат му Масимо е Вицепрезидент. За своите управленски умения, които превръщат Оливети в първата компания в света в сектора на офис продуктите, той съчетава неуморна жажда за изследвания и за експерименти за това как вътре и вън от завода индустриалното развитие може да бъде хармонизирано с утвърждаването на правата на човека и с партиципативната демокрация.
На 15 септември 1945 г. Бордът на директорите на Оливети дава всички правомощия (Президент, Управителен директор, Генерален мениджър) на брат му Масимо, а Адриано остава Генерален консултант, получава пари за финансиране за своите културно-политически дейности и заминава за Рим. Връща се на 30 ноември 1946 г. като Президент на Оливети въпреки несъгласието на Масимо.
Още през 1944 г., докато е в Швейцария, Адриано пише книгата „Политическият ред на общностите“, която излиза през 1945 г. Тя трябва да се счита за теоретична основа на федералистическа идея за държавата, която според него се основава именно върху общностите, т.е. върху културно хомогенни и икономически автономни териториални единици. Той става привърженик на европейския федерализъм, след като се среща с италианския политик и теоретик на европейското обединение Алтиеро Спинели по време на изгнанието си в Швейцария. Идеите в „Политическият ред на общностите“ подхранват Движението на Общността, което Адриано основава в град Торино през 1947 г. въз основа на поредица от предложения, насочени към установяване на нов политически, социални и икономически баланс между централната власт и местните автономии. Долината на Канавезе е мястото, избрано от него за постигане на идеята за Общността. Списанието „Общност“, чийто бр. 1 излиза през март 1946 г. в Рим, става културна отправна точка на движението и просъществува до октомври, когато Адриано основава Изд. на Общността, публикуваща текстове в областта на политиката, социологията, религията и философията. На 19 април 1947 г. в Торино излиза бр. 1 на седмичника „Общност“, който просъществува до края на годината.
През юни 1947 г. на Панаира в Милано е представен Divisumma – първият калкулатор на Оливети. През 1948 г. започва масовото му производство: това е най-бързият електронен калкулатор в света.
На 7 октомври 1947 г. Адриано Оливети поема поста на Управителен директор на Оливети. Брат му Масимо оспорва всичките му решения. През лятото на 1948 г. Масимо е изключен от Борда на директорите на Оливети.
През 1948 г. във фабриката в Ивреа Адриано създава Управителен съвет, който дълги години е единствен пример в Италия за съвместен орган с консултативни правомощия от общ характер по отношение на крайната точка на финансиране на социалните услуги и помощи. Същата година предприемачът става част от Управителния съвет на Националния институт по градоустройство, чийто член е вече 10 г.
През януари 1949 г. започва да излиза третото списание „Общност“, първоначално публикувано в Ивреа, а след това в Милано. През същата година Адриано приема католицизма „заради убеждението на висшата си теология“. В края на 40-те г. за известно време се подлага на психоанализа при Ернст Бернхард.
На 2 януари 1950 г. в малката църква „Св. Приска на Авентин“ в Рим Адриано се жени повторно, единствено в присъствието на кумовете, за Грация Галети (* 1927, † 13 януари 2014), дъщеря на полковник от армията. На брака се противопоставя семейството на Грация, което не може да приеме голямата им възрастова разлика и факта, че Адриано е разведен с 3 деца. След сватбата съпрузите отиват на пътешествие до Балеарските острови, след което се установяват в град Ивреа, във вила „Хубави гори“ на хълма Монте Навале. Двамата имат една дъщеря – Лаура Адриана, наречена „Лала“ (* 6 декември 1950, † 19 декември 2015), бъдеща психоложка и председателка на фондацията „Адриано Оливети“. Грация ръководи фабриката „Оливия Ревел“ за производство на детски дрешки, първоначално в Ивреа и впоследствие в Парела. През 1956 г. тя е един от най-важните персонажи на Историческия карнавал на Ивреа – мелничарката Виолета. Само 4 г. след това, на Карнавална събота, докато облича 9-годишната им дъщеря Лаура в костюм за дама на Мелничарката, пристига вестта за неочакваната кончина на Адриано и Карнавалът на Ивреа е отменен.
Между края на 40-те и 50-те г. Оливети представя продукти на пазара, станали култови заради красотата на дизайна, технологичното качество и функционалните им постижения: пишещата машина Lexikon 80 (1948), преносимата пишеща машина Lettera 22 (1950), калкулаторът Divisumma 24 (1956). През 1959 г. Lettera 22 е посочено от жури от международни дизайнери като първият от 100-те най-добри продукти за последните 100 години.
През 1950 г. Адриано излага своето виждане за първостепенната роля на градоустройството и планирането в областта на политиката. Под импулса на корпоративните богатства и на идеалите му за общност през 50-те г. град Ивреа става средище на множество интелектуалци, работещи в компанията „Оливети“ или в рамките на Движението на Общността в различни дисциплинарни области, следващи проекта за творческия синтез между техническа научна култура и хуманитарната култура. Движението, което се опитва да обедини под един флаг социалистическото и либералното крило (вж. хуманитарен и либертарен социализъм), придобива голямо значение в Италия от 50-те г. в областта на икономическата, социалната и политическата култура. Целта на политическата инициатива е да създаде социално-технократично движение от около 30-ина депутати, способни да бъдат точката на баланс между центъра (доминиран от християндемократите) и левицата (доминирана от Италианската комунистическа партия –PCI).
През 1951 г. Адриано си сътрудничи активно с Община Ивреа по стартирането на новия Регулаторен план на града. Градското планиране е само една от многото негови страсти, които включват историята, философията, литературата и изкуството. На негово лично финансиране се дължи възраждането на сп. „Градоустройство“ през 1948 г.
През 1950-те г. заедно с Гуидо Надзо Адриано Оливети отговоря за Unrra-Casas (United Nations Relief and Rehabilitation Administration) и прави опит да работи органично в градски условия; той спонсорира социологическо проучване върху издълбаните в скалите квартали Саси на град Матера и последвалото изграждане на земеделското селище Ла Мартелета в местност Ла Мартела (днешно подселище на града) по свой проект. След значителна съпротива на Unrra-Casas изграждането на селището започва през 1952 г., но дизайнерите и Адриано не могат да упражняват контрол върху работата. Италианският премиер Алчиде Де Гаспери иска да открие селището преди 1953 г., поради което работата е изпълнена некачествено и проектът пропада.
На 7 юни 1953 г. Адриано се кандидатира за Сената с неговото Движение на Общността в листата на лявоцентристката партия Unità Popolare. Въпреки добрите резултати на местно ниво партията не постига кворум.
На 29 октомври 1954 г. в село Вико Канавезе той създава Институт за градско и селско обновление на Канавезе, по-известен като I-Rur, целящ борба с безработицата и обезлюдяването. Началото е поставено с полу-занаятчийски бизнес, често кооперации, подкрепяни от Оливети. Институтът е закрит през 1958 г.
На 23 април 1955 г. Адриано открива завод за изчислителни машини на 1,5 км от град Поцуоли (регион Кампания), предлагащ работни места, помощ, образование за децата на служителите, както и по-високи от средните заплати. Това е новост в Южна Италия и силен стимул за работниците, чиято производителност надвишава тази на колегите им във фабриката в Ивреа.
Гамата от продукти на компанията Оливети се разширява непрестанно, както и нейният производствен капацитет, за да отговори на нарастващите нужди на националния и на международния пазар. В допълнение към фабриките в Поцуоли Адриано открива фабрики близо до Ивреа: в градчето Алие през 1955 г., в Сан Бернардо ди Ивреа през 1956 г., новата ICO в самата Ивреа през 1957 г. и фабрика в градчето Калузо през същата година. През 1959 г. Адриано открива фабрика в Сан Пауло, Бразилия. Оливети през 50-те г. е процъфтяваща компания с продукти (калкулатори и пишещи машини), известни в цял свят. С голямата си интуиция Адриано Оливети насочва еволюцията на компанията от механика към електроника: още през 1952 г. открива изследователска лаборатория за електронни калкулатори в Ню Кънаан, Кънектикът, САЩ; през 1955 г. е създадена електронната лаборатория в Пиза (която през 1959 г. дава на света Elea 9003, първият италиански електронен калкулатор); през 1957 г. основава заедно с Telettra компанията General Semiconductors (SGS), за независима разработка на транзистори.
През 1955 г., по време на второто издание на наградата „Златен пергел“, Адриано Оливети е награден с първата „Национална Гран При", престижно призвание, което му се присъжда заради влиянието му в областта на италианските индустрия и дизайн.
На 2 октомври 1955 г. в Рим излиза бр. 1 на Л'Еспресо – седмично списание за политика, култура и икономика, основано от Еудженио Скалфари и Ариго Бендети с помощта на Адриано Оливети. Списанието излиза и към 2020 г. През 1957 г. Адриано излиза от съдружието, след като е ивестирал 150 млн. лири.
През 1956 г. Адриано е избран за кмет на град Ивреа, но напуска длъжността след година. През същата година е номиниран за почетен член на American Institute of Planners, и за вицепрезидент на International Federation for Housing and Town Planning. Той намалява работната седмица във фабриките си от 48 на 45 часа седмично без да намалява заплатите и това се случва за пръв път в Италия.
През 1957 г. Националната мениджърска асоциация на Ню Йорк го награждава за „авангардни дейности в областта на международния бизнес мениджмънт“. През 1957 г. работник на Оливети печели 60 хил. лири на месец срещу 40 хил. средна заплата за металургичния сектор (дори във Фиат печелят по-малко). Към това се добавят облагите от помощите и социалните услуги.
През 1958 г. в Оливети се ражда първият истински италиански електронен калкулатор (Elea 9003), който се произвежда масово. Разработват го синът на Адриано – Роберто и Марио Джу. Компанията има 14 200 служители в Италия и 10 000 в чужбина.
От 12 юни 1958 г. до 5 ноември 1959 г. Оливети е депутат на Италианската република като единствен представител на Движението на Общността. Гласуването му е от значение при гласуването на доверие на първото лявоцентристко правителство – това на Аминторе Фанфани. Ненавременната му смърт през 1960 г. бележи края на Движението на Общността през 1961 г.
На 4 септември 1958 г. Бордът на директорите на Оливети решава да създаде Комисия за намаляване на разходите. На 29 септември Адриано ги уведомява, че подкрепя решението, но предпочита друг, а не той, да се занимае с въпроса. Иска 6-месечен отпуск и се отказва от длъжността си на Изпълнителен директор, запазвайки тази на Президент. Заместен е от Джузепе Перо, който ликвидира I-Rur. Бюджетът на Управителния съвет се съкращава с 240 млн. лири, увеличени са вноските на работниците за автобус, столова, детски градини, премахнати са някои безплатни услуги, спрени са летните лагери за младежите, заемите на работниците за жилища и подаръците за следващата Коледа, предложени са стимули за улесняване на доброволната оставка на ок. 1000 служители.
На 29 септември 1959 г. Оливети купува американския гигант – производител на пишещи машини Underwood. Впоследствие се разбира, че компанията е пред фалит, пълна с дългове, а търговската ѝ мрежа – остаряла. През ноември Адриано назначава доверени лица за възстановяването на Underwood, което е успешно и продажбите се увеличават.
През 1959 г. е назначен за председател на Института UNRRA-Casas, който отговаря за управлението на следвоенното възстановяване на Италия.

### Кончина
Търсейки нови финансови средства от швейцарски банки, за да насърчи компанията си, на 27 февруари 1960 г. Адриано Оливети се качва на влака в Милано в 17:55 часа на път за Лозана. След швейцарската граница, близо до Егъл, вечерта в 22:14 часа той получава мозъчен кръвоизлив и умира на 58-годишна възраст. Аутопсия не е направена, което оставя място за конспиративни теории в полза на американските лобита. Както се оказва след разсекретяване на документите на ЦРУ, предприемачът е бил разследван от американското разузнаване. На 28 февруари град Ивреа обявява траур и преустановява Историческия си карнавал, което се случва изключително рядко. На опелото на Оливети на 2 март в Катедралата на Ивреа се стичат ок. 40 хил. души, двойно повече от жителите на града.
При смъртта му компанията, основана от баща му Камило Оливети и ръководена от него дълго време, може да се похвали с присъствие на всички големи международни пазари, с 36 000 служители, от които около половината в чужбина.

## Концепция и организация на работата
Адриано Оливети успява да създаде нова и уникална фабрика след Втората световна война. Това е исторически период, в който две големи сили се изправят една срещу друга: капитализмът и комунизмът. Оливети вярва, че е възможно да се създаде баланс между социалната солидарност и печалбата, така че организацията на работа да включва идеята за колективното щастие, което генерира ефективност. Работниците се радват на по-добри условия на труд и на живот в сравнение с другите големи италиански фабрики: те получават по-високи заплати, в близост до фабриката има детски градини и жилищни сгради, които ценят красотата на околната среда, а служителите се радват на облекчения.
Дори в завода средата е различна: по време на почивките служителите могат да използват библиотеката, да слушат концерти, да следват дебати и няма ясно разделение между инженери и работници, така че знанията и уменията са в обсега от всички. Компанията приветства и художници, писатели, дизайнери и поети, тъй като предприемачът Адриано Оливети вярва, че фабриката не се нуждае само от техници, но и от хора, способни да обогатят работата с творчество и чувствителност. Историкът и политфилософът Данило Кампанела вижда връзка между персонализма и оливетизма, твърдейки, че Адриано Оливети е икономически персоналист, така както Алдо Моро е в политиката. За Кампанела той е правоприемник на икономическата философия на Джузепе Тониоло, поставяйки я обаче в бизнес оптика.
Адриано Оливети вярва в идеята за общност като единственият начин за преодоляване на разделението между промишлеността и селското стопанство, но преди всичко между производството и културата. Идеята му е да се създаде фондация, съставена от различни жизнени сили на общността: акционери, публични органи, университети и представители на работниците, за да се премахнат икономическите, идеологическите и политическите различия. Мечтата му е да може да разшири проекта в национален мащаб, така че проектът за общност да бъде крайна цел.

## Последващо признание
С цел закрила и популяризиране на фигурата на Адриано Оливети и на неговата мисъл наследниците създават Фондация „Адриано Оливети“ със седалища в Рим и в Ивреа. Тя се ражда през 1962 г. по волята на семейството, приятелите и сътрудниците му с цел да събере и развие гражданския, социалния и политическия ангажимент, отличаващ работата на Адриано Оливети през целия му живот.
„Adriano Olivetti“ е регистрирана търговска марка, депозирана през 2018 г. от Фондация „Адриано Оливети“.
През 2001 г. е създаден Музеят на модерната архитектура на Ивреа, безплатен музей на открито, който обхваща сградите и архитектурните комплекси на Оливети, проектирани от най-известните италиански архитекти на 20 век и изградени в периода 1930 – 1960 г. Благодарение на тази архитектура през 2018 г. град Ивреа е включен в Списъка на културно и природно наследство на ЮНЕСКО като „Индустриален град на XX век“.
От 2005 г. в Ателие-музея „Текнолоджикаменте“ в Ивреа са изложени много от продуктите на Оливети.

### Почетна степен
През 2002 г., при откриването на първата италианска специалност по Медии и журналистика, Факултетът по политически науки „Чезаре Алфиери“ на Университета във Флоренция връчва диплома honoris causa в памет на Адриано Оливети. В същото време на негово име е кръстена дидактическата структура, като така тя се превръща в университетски курс по медии и журналистика „Адриано Оливети“.

### Наименуване
През 2003 г. Община Рим наименува улица на името на Адриано Оливети в район Сетекамини. Подобни улици има и в градовете Поцуоли (регион Кампания) и Терачина (регион Лацио).
В регион Пиемонт, Северна Италия на негово име са кръстени множество улици, площади и алеи:
- Улици в градчетата Волвера, Калузо, Монталто Дора и Страмбино, в селата Адзельо, Пероза Канавезе, Салерано Канавезе, Скарманьо и Спароне
- Алея/булевард в село Колерето Джакоза
- Площади в селата Албиано д'Ивреа, Буроло, Лесоло и Палацо Канавезе.

### Филмография
За живота и делото на Адриано Оливети са създадени следните документални и игрални филми:
- Lettera22 (2009), документален филм на режисьора Емануеле Пикардо, награда от 2010 г. на Asolo Art Film Festival за Best Architecture Film
- In me non c'è che futuro („В мен има бъдеще“) (2011), документален филм на режисьора Микеле Фасано, продуцент Sattva Films в сътрудничество с Фондация „Адриано Оливети“; на DVD към сборник с есета за Оливети
- Adriano Olivetti – la forza di un sogno („Адриано Оливети: Силата на една мечта“) (2013), телевизионен минисериал в две части на режисьора Микеле Соави, продукция на Casanova Multimedia и Rai Fiction в сътрудничество с Фондация „Адриано Оливети“, в главната роля: Лука Дзингарети; излъчен на 28 и 29 октомври 2013 г. по италианския телевизионен канал RAI 1;
- Città dell'uomo (Град на човека) (2013), документален филм на режисьора Андреа Де Сика, продукция на Rai 150 (La Storia siamo noi) в сътрудничество с Фондация „Адриано Оливети“
- Quando Olivetti inventò il PC („Когато Оливети изобрети персоналния компютър“) (2011), документален филм на режисьорите Алесандро Бернар и Паоло Черето, продукция Zenit Audiovisivi.

## Произведения на Адриано Оливети
- L'ordine politico delle Comunità. Le garanzie di libertà in uno Stato socialista, Ivrea, Nuove Edizioni Ivrea, 1945.
- L'ordine politico delle Comunità dello Stato secondo le leggi dello spirito, Roma, Edizioni di Comunità, 1946.
- Società, Stato, Comunità. Per un'economia e politica comunitaria, Milano, Edizioni di Comunità, 1952.
- Città dell'uomo, Milano, Edizioni di Comunità, 1959.
- L'ordine politico delle Comunità. Le garanzie di libertà in uno stato socialista, a cura di Renzo Zorzi, Milano, Edizioni di Comunità, 1970.
- Ai Lavoratori. Discorsi agli operai di Pozzuoli e Ivrea, Roma/Ivrea, Edizioni di Comunità, 2012
- Democrazia senza partiti, Roma/Ivrea, Edizioni di Comunità, 2013.
- Il cammino della comunità, Roma/Ivrea, Edizioni di Comunità, 2013.
- Il mondo che nasce, Roma/Ivrea, Edizioni di Comunità, 2013.
- L'ordine politico delle Comunità, Roma/Ivrea, Edizioni di Comunità, 2014.
- Le fabbriche di bene, Roma/Ivrea, Edizioni di Comunità, 2014.
- Noi sogniamo il silenzio, Roma/Ivrea, Edizioni di Comunità, 2015.
- Città dell'uomo, Roma/Ivrea, Edizioni di Comunità, 2015
- Dall'America: lettere ai familiari (1925 – 26), Roma/Ivrea, Edizioni di Comunità, 2016
- Discorsi per il Natale, Roma/Ivrea, Edizioni di Comunità, 2017

## Исторически архив на Оливети
Фондът „Адриано Оливети“ (Fondo Adriano Olivetti), съдържащ документация, създадена от него през живота му и в периода на работа в семейния бизнес (1925 – 1960), е собственост на наследниците му, които през 1962 г. създават Фондация „Адриано Оливети“ с цел защита и популяризиране на фигурата на Адриано Оливети и на неговата мисъл. За тази цел документалното наследство, свързано с предприемачете от сем. Оливети, и по-специално частните книжа и архиви на Адриано Оливети, Камило Оливети и Роберто Оливети, се съхранява в град Ивреа от Асоциацията „Исторически архив на Оливети“. Запазени са някои архиви на личности, особено близки до Адриано Оливети, като Лудовико Куарони и Фридрих Г. Фридман, както и фондове от дарения и депозити, огромна библиотека и вестникарстка библиотека.